# Francisco Vestil
Francisco Vestil, né en 1914 et décédé en mai 2000, est un ancien joueur philippin de basket-ball.